# Alpenbalsam
Der Alpenbalsam (Erinus alpinus) ist eine der beiden Pflanzenarten der Gattung Erinus innerhalb der Familie der Wegerichgewächse (Plantaginaceae). Weitere Trivialnamen des Alpenbalsam sind Steinbalsam, Alpenleberbalsam oder irreführend Leberbalsam, denn so wird üblicherweise die meist blaublühende Beetpflanze Ageratum houstonianum genannt.

## Beschreibung

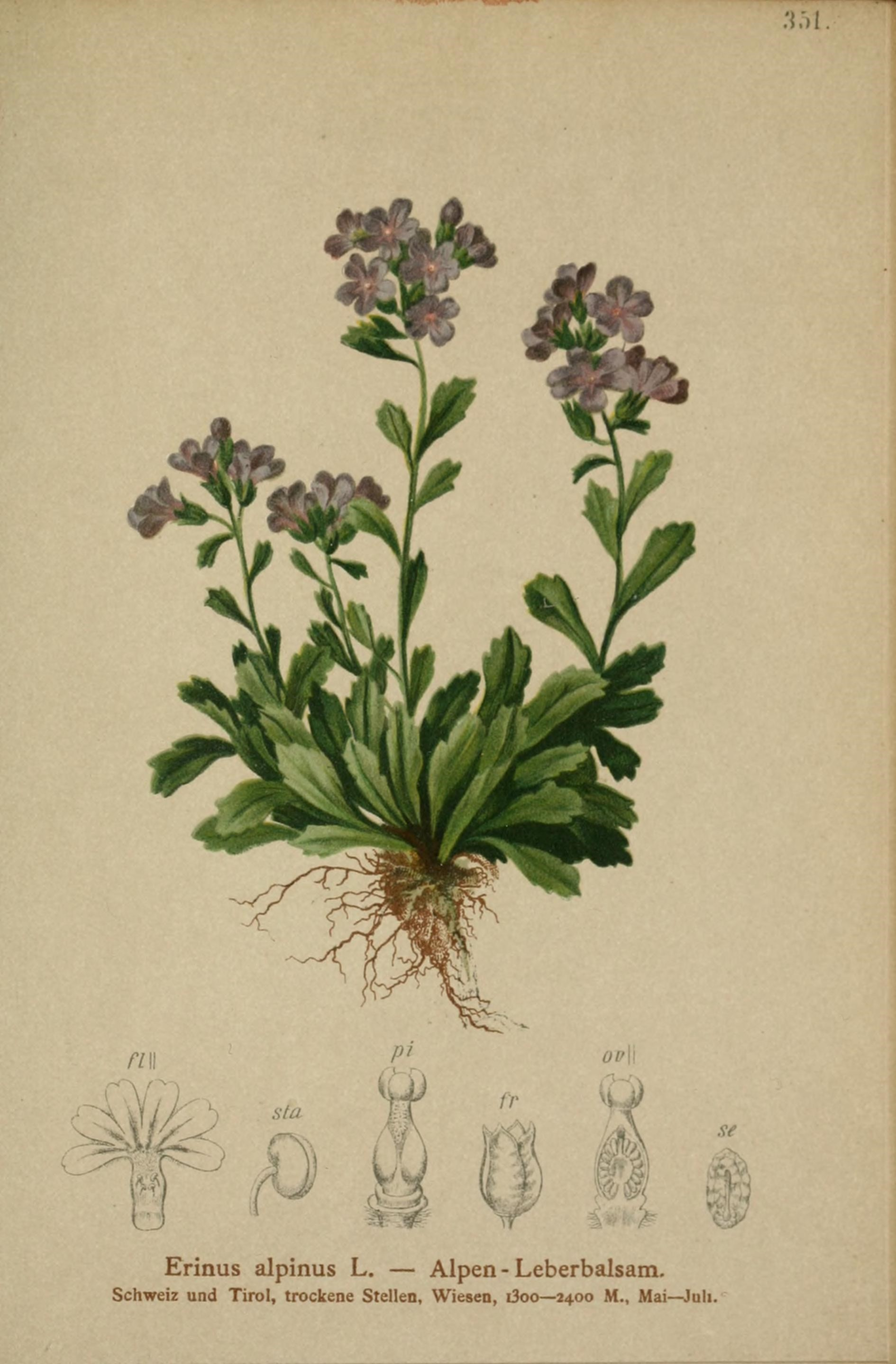
Illustration aus Atlas der Alpenflora

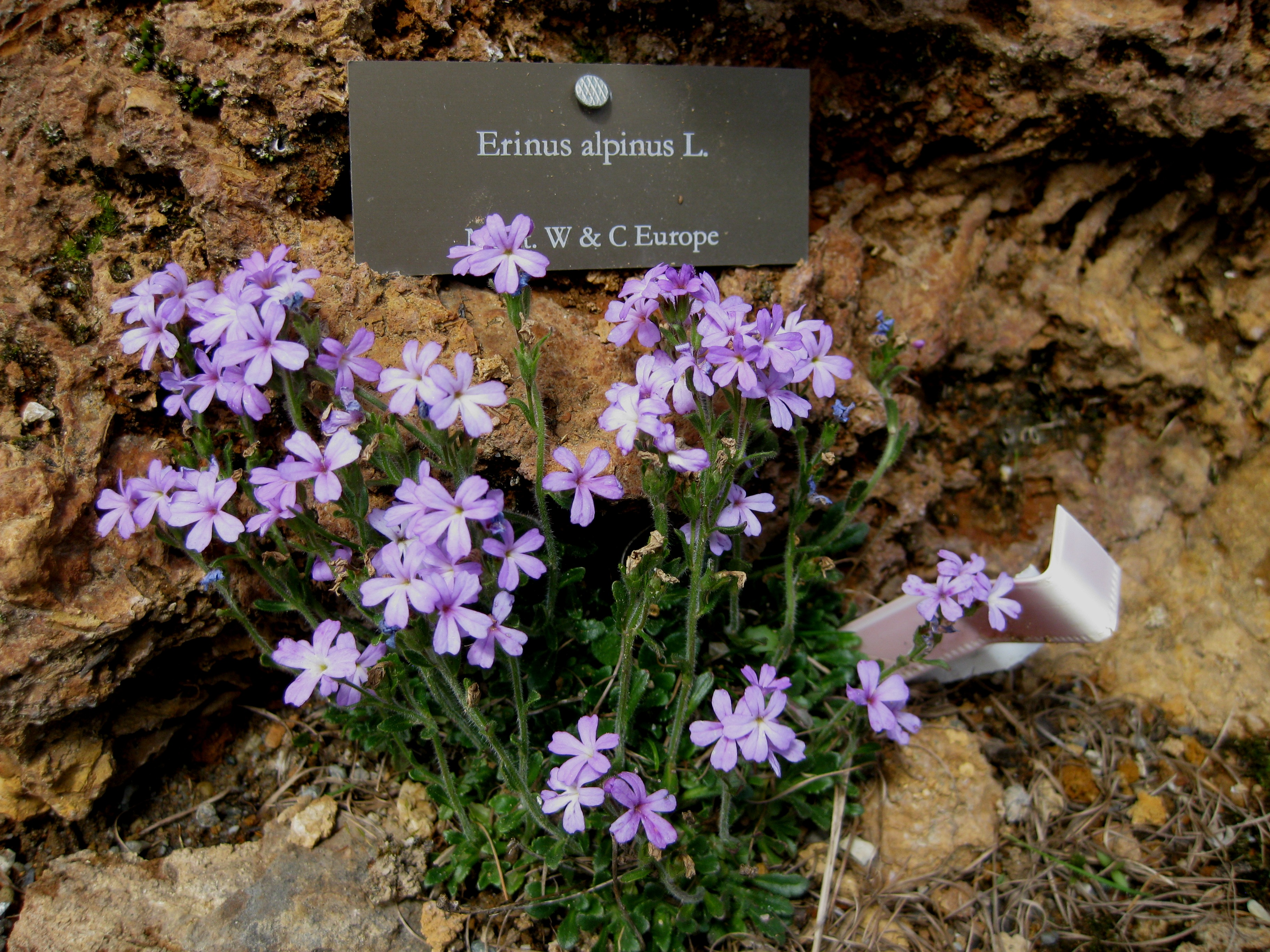
Habitus, Laubblätter und Blütenstände

### Vegetative Merkmale
Der Alpenbalsam wächst als ausdauernde krautige Pflanze lockerrasig und erreicht Wuchshöhen von 5 bis 20 Zentimetern.
Die in grundständigen Rosetten angeordneten Laubblätter sind gestielt, aber die am Stängel wechselständig verteilt angeordneten Laubblätter sind sitzend. Die Stängelblätter sind bei einer Länge von bis zu 2 Zentimetern spatelig, grob kerbrandig und zerstreut behaart.

### Generative Merkmale
Die Blütezeit reicht, laut einer Veröffentlichung von 1974, von Juni bis Juli. In den obersten Blattachseln stehen in anfangs doldigen Blütenständen jeweils 10 bis 15 Blüten zusammen. Während der Anthese streckt sich aber die Blütenstandsachse. Von den lanzettlichen Deckblättern sind die untersten sind laubblattähnlich, die übrigen kleiner und ganzrandig. Der Blütenstiel ist etwa so lang wie der Kelch.
Die zwittrigen Blüten besitzen eine doppelte Blütenhülle. Die fünf Kelchblätter sind nur an ihrer Basis verwachsen. Die rotlilafarbene, selten weiße Blütenkrone ist bis zu 10 Millimeter lang. Der flach trichterförmige Kronsaum ist zweilippig mit fünf Kronzipfeln. Die 5 Millimeter lange Kronröhre ist außen und innen kurz behaart. Die Staubblätter sind der Blütenkrone auf etwa halber Höhe eingefügt und zwar die beiden hinteren über den beiden vorderen. Die kahlen Staubfäden sind nur etwa halb so lang wie die Staubbeutel. Die Staubbeutel sind unterhalb des Konnektivs nach vorn gekniet und um 90 Grad verdrillt, sodass sie waagrecht abstehen. Der Fruchtknoten ist kahl. Die Narbe stark kopfig.
Die Frucht ist so lang wie der Blütenkelch. Die Samen sind 0,6 bis 0,8 Millimeter lang, braun und glänzend.
Die Chromosomenzahl beträgt 2n = 14.

## Vorkommen
Erinus alpinus kommt in den Pyrenäen, in Alpen sowie im Apennin und außerdem in Marokko und Algerien vor. Der Alpenbalsam ist in den westlichen und mittleren Kalkalpen verbreitet. Gelegentlich kommt der Alpenbalsam auch außerhalb der Alpen an feuchtem Mauerwerk eingebürgert vor wie zum Beispiel in Großbritannien.
In Österreich ist der Alpenbalsam autochthon ausgestorben; ehemaliges Verbreitungsgebiet war Vorarlberg und Nordtirol.
Diese kalkliebende Art gedeiht am besten in steinigen Rasen und auf Hängen, Geröll und Felsen. Pflanzensoziologisch gehört der Alpenbalsam in den Verband Potentillion caulescentis, er kommt aber auch in Pflanzengesellschaften der Ordnung Seslerietalia albicantis vor.
Die ökologischen Zeigerwerte nach Landolt & al. 2010 sind in der Schweiz: Feuchtezahl F = 1+ (trocken), Lichtzahl L = 5 (sehr hell), Reaktionszahl R = 5 (basisch), Temperaturzahl T = 2+ (unter-subalpin und ober-montan), Nährstoffzahl N = 2 (nährstoffarm), Kontinentalitätszahl K = 3 (subozeanisch bis subkontinental).

## Taxonomie
Die Erstveröffentlichung von Erinus alpinus erfolgte 1753 durch Carl von Linné in Species Plantarum, Tomus II, S. 630.